# Sondre Ringen
Sondre Ringen (* 9. Oktober 1996) ist ein ehemaliger norwegischer Skispringer.

## Werdegang
Sondre Ringen startete am 29. und 30. August 2015 zum ersten Mal im Rahmen von zwei Wettbewerben im polnischen Szczyrk im FIS-Cup, wo er die Plätze 33 und 40 belegte. Nach weiteren Starts im FIS-Cup debütierte er gut anderthalb Jahre später am 11. und 12. März 2017 in Zakopane im Continental Cup, wo er einmal den 18. Platz und damit zugleich seine ersten Continental-Cup-Punkte erreichte und im zweiten Wettbewerb disqualifiziert wurde. Daraufhin folgten weitere Starts im Continental Cup.
Im Dezember 2017 gewann Ringen in Notodden seinen ersten FIS-Cup-Wettbewerb. Auch in der Saison 2017/18 startete er im Continental Cup. Beim Wettbewerb in Titisee-Neustadt am 7. Januar 2018 belegte er überraschenderweise den dritten Platz und damit seinen ersten Podestplatz im Continental Cup. Drei Wochen später erreichte er beim Wettbewerb in Sapporo den zweiten Platz, wobei er nur 0,2 Punkte hinter Robert Kranjec lag.
Bei seinem Weltcup-Debüt als Teil der nationalen Gruppe beim Raw-Air-Springen am 13. März 2018 erreichte er den zweiten Durchgang und holte mit dem 22. Platz seine ersten Weltcuppunkte.
In der Saison 2019/20 kam er zur Vierschanzentournee ins Weltcup-Team, wobei es ihm allerdings in keinem Wettkampf möglich war, den zweiten Durchgang zu erreichen.
Am 28. Dezember 2021 gewann Ringen in Engelberg zum ersten Mal einen Continentalcup-Wettbewerb. Es folgten weitere Siege und Podiumsplätze in dieser Wettkampfserie.
Zum Auftakt der Raw Air 2023 in Oslo wurde Ringen wieder ins Weltcupteam genommen. Mit Platz 25 und Platz 18 holte er in beiden Bewerben Weltcuppunkte. Beim Skifliegen am folgenden Wochenende in Vikersund stellte er im ersten Probedurchgang bei seinem ersten offiziellen Skiflug seine persönliche Bestweite von 241 Metern auf. Für die folgenden Wettkämpfe qualifizierte er sich und holte in beiden Weltcuppunkte. Somit beendete er die Raw-Air auf Platz 32.
Beim Continentalcup in Engelberg am 28. Dezember 2023 stürzte Ringen schwer und verlor kurzzeitig das Bewusstsein, nachdem er in der ersten Hälfte des Sprungs die Kontrolle verloren hatte und bei 113,5 Metern hart mit dem Kopf auf den Aufsprunghang aufschlug. 2025 beendete er daraufhin seine Karriere, da er erklärte, dass sein Körper den Anforderungen des Spitzensports nicht mehr gewachsen ist.

## Erfolge

### Continental-Cup-Siege im Einzel
| Nr. | Datum              | Ort         | Typ         |
| --- | ------------------ | ----------- | ----------- |
| 1.  | 28. Dezember 2021  | Engelberg   | Großschanze |
| 2.  | 3. September 2022  | Lillehammer | Großschanze |
| 3.  | 4. September 2022  | Lillehammer | Großschanze |
| 4.  | 24. September 2022 | Klingenthal | Großschanze |
| 5.  | 10. Dezember 2022  | Vikersund   | Großschanze |
| 6.  | 14. Januar 2023    | Sapporo     | Großschanze |
| 7.  | 11. Februar 2023   | Klingenthal | Großschanze |

## Statistik

### Weltcup-Platzierungen
| Saison  | Platz | Punkte |
| ------- | ----- | ------ |
| 2017/18 | 061.  | 0009   |
| 2019/20 | 069.  | 0003   |
| 2022/23 | 053.  | 0024   |

### Grand-Prix-Platzierungen
| Saison | Platz | Punkte |
| ------ | ----- | ------ |
| 2022   | 087.  | 0002   |
| 2023   | 081.  | 0006   |

### Continental-Cup-Platzierungen
| Saison  | Platz | Punkte |
| ------- | ----- | ------ |
| 2016/17 | 150.  | 0013   |
| 2017/18 | 024.  | 0416   |
| 2018/19 | 036.  | 0265   |
| 2019/20 | 023.  | 0396   |
| 2020/21 | 015.  | 0321   |
| 2021/22 | 013.  | 0564   |
| 2022/23 | 002.  | 1287   |
| 2023/24 | 020.  | 0099   |